# Edward Tangl
Edward Józef Tangl (ur. 20 marca 1848 we Lwowie, zm. 9 lipca 1905 w Czerniowcach) – austriacki botanik, wykładowca Uniwersytetu Lwowskiego.

## Życiorys
Ukończył gimnazjum we Lwowie (1865) oraz Wydział Filozofii Uniwersytecie we Lwowie (1870), gdzie obronił doktorat pisany pod kierunkiem prof. Gustawa Adolfa Weissa. W latach 1871–1876 pracował jako docent prywatny anatomii i fizjologii roślin na Wydziale Filozoficznym uniw. lwowskiego. Od 1874 był także profesorem w Szkole Gospodarstwa Wiejskiego w Dublanach, gdzie zastąpił Władysława Tynieckiego (1833–1912). Działał w polskim ruchu naukowym, jaki zaczął się rozwijać w Galicji. Należał do grona współzałożycieli 19 lutego 1873 Towarzystwa Przyrodników Polskich im. Kopernika.
Po utworzeniu w Czerniowcach w 1875 Uniwersytetu Franciszka Józefa I pracował na nim od 1876 jako profesor nadzwyczajny w zakresie botaniki, a następnie od 1881 jako profesor zwyczajny w zakresie botaniki i farmakognozji. Od 1877 organizował, a następnie kierował ogrodem botanicznym uniwersytetu, współpracując ze sprowadzonym także ze Lwowa Karolem Bauerem (1818–1894). Zorganizował także, a potem był od 1877 także dyrektorem uniwersyteckiego Instytutu Botanicznego. Ten ostatni dzięki jego staraniom pod koniec XIX w. stał się bardzo dobrze wyposażoną placówką badawczą. Przebywając w Czemiowcach utrzymywał nadal żywe kontakty z naukowcami galicyjskimi, m.in. z Emilem Godlewskim (1847–1930), Edwardem Janczewskim (1846–1918) i Józefem Rostafińskim (1850–1928).
Jego dorobek naukowy nie jest liczebnie wielki i obejmuje 14 prac. Głównym obszarem jego naukowych zainteresowań była anatomia i cytologia, w mniejszym stopniu taksonomia roślin. W 1879 r., mając 31 lat dokonał odkrycia połączeń międzykomórkowych, które w 1901 Edward Strasburger nazwał plazmodesmami. Dzięki temu odkryciu na trwale wszedł do historii botaniki światowej. Jak pisze jego biograf Piotr Köhler: "odkrycie to całkowicie zmieniło naukowe spojrzenie na roślinę. Poprzednio była dla botaników tylko „agregatem oddzielnych komórek”. Prace Tangla sprawiły, że roślina stała się organizmem. Odkrycie Tangla można, oczywiście przy zachowaniu odpowiednich proporcji, porównać do odkrycia Kopernika. Oba wydarzenia zmieniły naukowe spojrzenie: pierwsze na mikrokosmos, drugie - na kosmos".
Członek Niemieckiego Towarzystwa Botanicznego w Berlinie (Deutsche botanische Gesellschaft in Berlin), Cesarskiej Leopoldyńsko-Karolińskiej Niemieckiej Akademii Przyrodniczej (Kaiserlich Leopoldinisch-Carolinische Deutsche Akademie der Naturforscher) oraz od 1885 Towarzystwa Zoologiczno-Botanicznego w Wiedniu (K.k. Zoologisch-botanische Gesellschaft in Wien)
Zmarł nagle, pochowany został na cmentarzu katolickim w Czerniowcach.

### Prace Edwarda Tangla
Pełną bibliografię prac zawiera aneks nr III zamieszczony przy artykule Piotra Köhlera.

## Rodzina
Pochodził z rodziny przybyłej do Lwowa z Karyntii. Syn lekarza więziennego i botanika Andrzeja (zm. 1876) i Anny z domu Frank.